# Томазо Галанджіано
Томазо Галанджіано (фр. Tommaso Calangiano, нар. 1777 р. на острові Сардинія, Франція   — пом. 5 лютого 1840 р. Дамаск, Османська імперія) — французький лікар, римо-католицький місіонер, ігумен монастиря ордену францисканців у Дамаску (сучасна Сирія, тодішня Османська імперія), мученик. Відомий як жертва ритуального вбивства в Дамаску у так званій Дамаській справі.

### Практика юдаїзму відносно крові й жертвопринесень
Описи тортур і людських жертвопринесень в передбачуваних ритуальних вбивствах суперечать багатьом фактичним положенням юдаїзму. Насамперед заборона на вбивство міститься в десяти заповідях Тори. Крім того, використання крові (людської чи будь-якої іншої) в приготуванні їжі суворо заборонено кашрутом. Кров і будь-які інші виділення людського організму є ритуально нечистими (Лев.15). Кров убитих тварин не може вживатися в їжу, вона повинна бути виведена з тіла тварини і похована (Лев.17 :12 -13). Згідно з Книгою Левіт, кров жертовної тварини (але не людини) може бути використана лише на жертовнику Єрусалимського храму (який до часу приписуваних подій вже не існував сотні років).
У той час як жертвопринесення тварин дійсно практикувалися в стародавньому юдаїзмі, Танах (Старий Завіт) і Галаха зображують людські жертвоприношення як одне з зол, що відокремлюють язичників Ханаана від євреїв (Втор.12 : 31, 2Цар.16 : 3). Євреям заборонялося брати участь у цих ритуалах (Вих.34 : 15, Лев.20 : 2, Втор.18 : 12, Ієр.7 : 31). Фактично, вимога ритуальної чистоти забороняла навіть знаходження священиків (Коенів) в одній кімнаті з людським трупом (Лев.21 : 11). Нащадкам Коенів, за релігійними канонами, Галаха забороняє навіть заходити на цвинтар.

## Життєпис

### Земне життя
Томмазо Галанджіано народився в провінції Gallura на острові Сардинія (Сардинське королівство) в 1777 році (за іншими даними у 1780 році). Отримавши сан монаха, потім і священика, він, як місіонер Апостольського Престолу, був відправлений до Сирії. Там він став ігуменом монастиря в місті Дамаск. Також він опанував і лікарський фах та лікував у Дамаску людей усіх народів і віросповідань. Був добре відомим мешканцям Дамаску.

### Вбивство і розслідування
Під час одного з викликів до «хворого»  він там був схоплений (разом зі своїм помічником мусульманином Ібрагімом Амаром) і вбитим як жертва ритуального вбивства. В монастирі зауважили зникнення ігумена і повідомили про це  французькому консулу Ратті-Ментона Улісс, бо католики Сирії перебували під офіційним заступництвом Франції,  який звернувся до місцевої влади Османської імперії. Тіла зниклих були невдовзі знайдені з ознаками ритуального вбивства. Підозра впала на єврейську діаспору і декілька євреїв  було арештовано. Один з них, Соломон Негрін, зізнався у вбивстві і звинуватив  інших євреїв.  Відбулася нові арешти: ще вісім з найпомітніших євреїв, серед них Йосип Lañado, Мойсей Абулафія, Рабі Яаков Antebi і  4 члени сім'ї Farhi. 
Мойсей Абулафія в ув'язнені став мусульманином. Християни і мусульмани спільно вийшли на вулиці Дамаска з вимогою покарати вбивць. Паша Дамаску звертається за дозволом на виконання смертного вироку осудженим за подвійне вбивство до правителя їх провінції в єгипетській Олександрії Мухаммеда Алі.
На могильній плиті отця Томаза було викарбувано: «... убитий євреями 5 лютого 1840». Подібна табличка з арабським перекладом цього напису й досі висить на францисканській церкві в Дамаску. Ратті-Ментон  опублікував матеріали слідства французькою та арабською мовами.

### Протести, помилування, указ султана від 6.11.1840 р. і самосуди
Справа привернула широку міжнародну увагу в першу чергу завдяки зусиллям австрійського консула в Алеппо — Еліа Пікотто, що був представником єгипетського Ібрагіма-паші, який дав вказівку провести розслідування. 
15 тис. євреїв у шести американських містах протестували проти «свавілля над своїми побратимами в Сирії». Консул США в Єгипті висловив офіційний протест від імені президента США  Мартіна ван Бюрена. 
Британський громадський діяч сер Мозес Монтефіоре за підтримки впливових британців лорда Пальмерстона, французького адвоката Адольфа (Ісаака) Кремье, австрійського консула Мерлатто, місіонера Джона Ніколайсона і Соломона Мунка (глави делегації), звернувся до османського правителя Сирії Мухаммеда Алі, резиденція якого була в Олександрії (Єгипет). Перемовини тривали з 4 по 28 серпня 1840 року. Мухаммед Алі поступився тиску європейських держав і видав указ про помилування звинувачених і припинення слідства. Результатом було забезпечення беззастережного звільнення і «визнання невинними» усіх дев'ятьох. Було прийнято формулювання «за відсутністю складу злочину».

Пізніше в Стамбулі сер Мойсей Хаїм Монтефіоре (Мозес Монтефіоре) виклопотав у султана Абдул-Меджида I указ (6 листопада 1840), який він сам написав, що оголошував ритуальні вбивства наклепом і забороняв судам переслідування євреїв за цим звинуваченням на всій території Османської імперії: 
...і в ім'я любові до наших підданих, ми не можемо допустити, щоб єврейська нація, чия невинуватість у приписуваних їм злочинах очевидна, зазнавала переслідувань і мук в результаті звинувачень, що не мають під собою і частки правди... 
Але цей указ очевидно не переконав громадян Османської імперії, бо пішла хвиля самосудів, котрі вже не мали прямого відношення до вбивства отця Томаса й Ібрагіма Амара, скоріше через економічне домінування євреїв в імперії:
- Халеб (тж. Алеппо — Сирія) (1850, 1875),
- Дамаск (1840, 1848, 1890),
- Бейрут (1862, 1874),
- Єрусалим (1847),
- Каїр (1844, 1890, 1901),
- Ель-Мансура (Єгипет) (1877),
- Олександрія (Єгипет) (1870, 1882, 1901),
- Порт-Саїд (Єгипет) (1903, 1908),
- Даманхур (Єгипет) (1871, 1873, 1877, 1891),
- Стамбул (1870, 1874),
- Бююкдере (Туреччина) (1864),
- Кузгунджук (Туреччина) (1866),
- Еюп (1868),
- Едірне (також Адріанополь — Туреччина) (1872),
- Ізмір (Туреччина) (1872, 1874) — І це лише найвідоміші випадки погромів[4].

На що світова єврейська діаспора відповіла потужним становленням їх преси і громадсько-політичних організацій.

### Сучасні відгомони
Махмуд Аль-Саїд Аль-Курди написав дві статті в єгипетській щоденній газеті «Аль Акбар», що повторюють традиційні звинувачення в Дамаській справі. Перша стаття вийшла в друк 20 жовтня 2000 року. Друга — під заголовком «Останній момент у житті отця Томаса» — 25 березня 2001 року.

В 2002 році було відзначено повторне звинувачення у справі ритуального вбивства у 1840 році в книзі сирійського державного діяча, міністра оборони Мустафи Тласса «Маца Сіонізму». У вступі до книги він пише
Моя мета — пролити світло на кілька секретів єврейських сект... їх огидний фанатизм і втілення в життя навчань Талмуду.
Ця книга стала бестселером в арабському світі. У своєму інтерв'ю, що вийшли в ефір ліванського телебачення «TeleLiban» 30 січня 2007 року, ліванський поет Марван Шамон стверджує:
...вбивство священика Томаза... в 1840 році... в присутності двох рабинів, в самому центрі Дамаска, в будинку близького друга священика Дауда Аль-Харарі, глави єврейської громади Дамаска. Його кров була виціджена, і два рабина забрали її.